# 会龙镇 (中江县)
会龙镇，是中华人民共和国四川省德阳市中江县下辖的一个乡镇级行政单位。

## 行政区划
会龙镇下辖以下地区：
清泉社区、会龙村、丰登村、关寨村、梨山沟村、五福村、解放村、红盛村、岗石村、双井村、陨石村、梓潼村、泉湾村、柳叶村、青桐村、同棉村、联盟村和真武村。